# Anton van Wilderode
Cyriel Paul Coupé, más conocido por su seudónimo, Anton van Wilderode (Moerbeke-Waas, 28 de junio de 1918-Sint-Niklaas, 15 de junio de 1998), fue un escritor, poesía, sacerdote y profesor belga.

## Biografía
Fue ordenado sacerdote el 21 de mayo de 1944 en la diócesis de Gent. Asimismo, se graduó en Filología clásica en la KU Leuven. Desde 1946 hasta su jubilación en 1982, ejerció la docencia en un seminario de Sint-Niklaas. Entre sus alumnos se contaban Paul Snoek y Tom Lanoye.
Su debut literario tuvo lugar en 1939 con la publicación del relato breve Dis al en la revista Nederland. Sus comienzos en la poesía se hicieron esperar hasta 1943, cuando debutó con la colección de poemas De moerbeitoppen ruischten. Fue cofundador de la revista Podium. Asimismo, en 1947 se convirtió en el editor de Dietsche Warande en Belfort. Escribió muchos poemas para ocasiones especiales y reunieres, así como libretos para televisión. Su poesía se caracteriza por el uso de formas tradicionales y un lenguaje claro, combinado todo esto con un estilo romántico.